# Sankt Salvator (Steinbachtal)

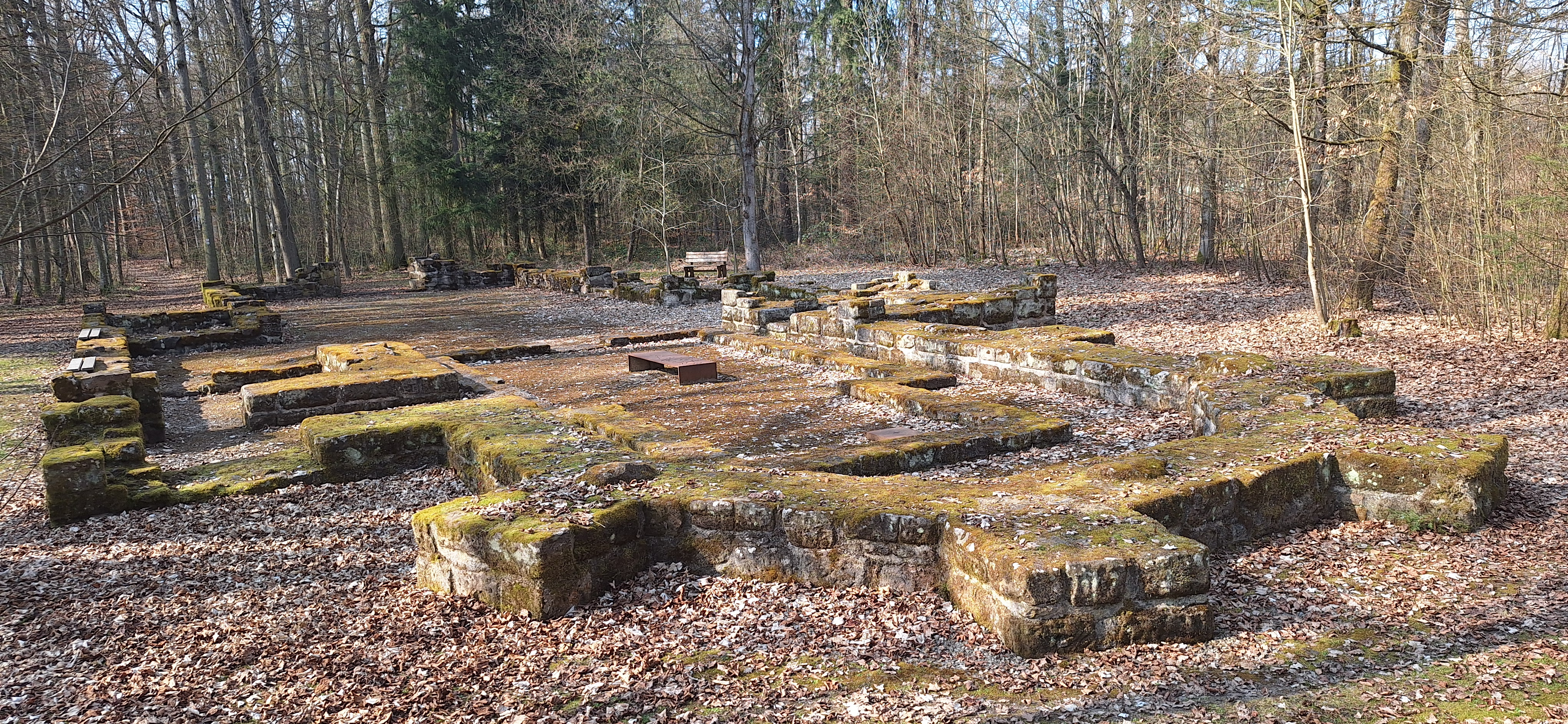
Sankt Salvator (2025)

Die Wallfahrtskirche Sankt Salvator lag bei Rauenzell im Steinbachwald (Stadt Herrieden, Mittelfranken). Der Steinbachwald bei Rauenzell beherbergt die älteste ehemalige Wallfahrt der Diözese Eichstätt.

## Geschichte
1353 entstand ein kleiner Bau einer Wallfahrtskapelle im Steinbachwald. Weitere Bauten folgten über die Zeit und die Wallfahrt blühte immer mehr auf, bis im Jahre 1803 die Säkularisation in Bayern Einzug hielt. Ab 1806 zerfiel die Kirche. Einzig ein Brunnenrest war sichtlicher Zeuge einstigen christlichen Lebens. Nach 195 Jahren war es durch die Gründung eines Fördervereines möglich, die Überreste der alten Kirche wiederherzustellen bzw. zu rekonstruieren. Am 9. Juli 2002 gründete sich der Förderverein Sankt Salvator e. V. Im Herbst 2002 fanden archäologische Ausgrabungen statt. Man fand gut erhaltene Fundamentreste der Wallfahrtskirche und Mauerreste von Vorgängerbauten, die evtl. in einer Zeit vor 1353 entstanden sein könnten. 2003 rekonstruierte man den Brunnenkopfe, und es fand eine Säuberung des 23 Meter tiefen Brunnens, der mit Kirchenabbruch 1807 verfüllt worden war, statt.
Der komplette Umriss ist nun wieder in der Waldkulisse für den Waldspaziergänger zu entdecken und für die nächsten Jahrhunderte bewahrt.